# Henri Bertini
Henri Jérôme Bertini (Londres, 28 d'octubre de 1798 - Milà, 30 de setembre de 1876) fou un compositor i pianista anglès.
Als 12 anys es distingí ja com a pianista i més tard es dedicà a l'ensenyança, formant alumnes notables. Són cèlebres, i duran molt temps es recomanaren a tots els professors, els seus estudis per a piano, què, a més d'omplir complidament el seu objectiu, es distingeixen per l'elegància de la factura i l'originalitat de la melodia, especialment els senyalats amb els números 29, 32, 66, 97, 100 i 122. Deixà a més, l'A.B.C. del pianista i nombrosos trios, quartets i d'altres composicions.